# Васил Лесев
Васил Лесев е български революционер, деец на Вътрешната македоно-одринска революционна организация.

## Биография
Васил Лесев е роден в Кратово, тогава в Османската империя. През 1900 година се присъединява към ВМОРО и действа като кратовски войвода и член на околийския комитет. През 1904 година прибира 150 турски лири от турски предприемачи за целите на Организацията. 